# Palazzo delle Poste e Telegrafi (Messina)
Il Palazzo delle Poste e Telegrafi è uno storico edificio liberty di piazza Antonello a Messina.

## Storia
L'immobile venne costruito nel 1914, nell'ambito dell'opera di ricostruzione di Messina dopo il terremoto del 1908, su progetto dell'architetto Vittorio Mariani. Fu il primo a essere completato su piazza Antonello.
Il palazzo ospita la sede amministrativa dell'Università degli Studi di Messina, a cui è stato venduto nel 2003.

## Descrizione

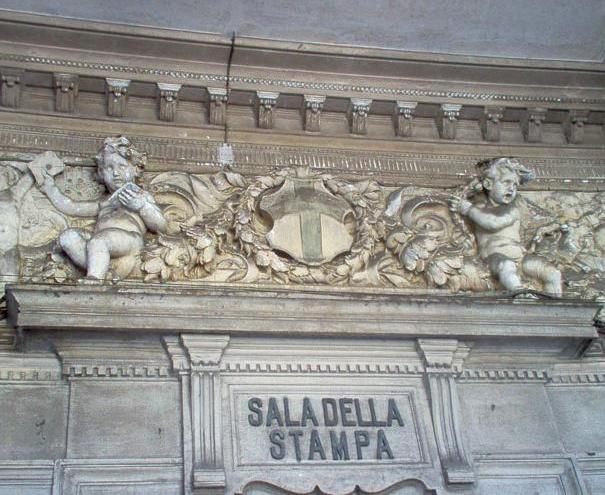
Fregio del loggiato principale

Così come gli altri tre palazzi affacciati sulla piazza, al piano terra presenta un ampio portico dalle linee classicheggianti. La facciata è quindi caratterizzata da alte zoccolature in bugnato realizzate in pietra calcarea e da un misurato apparato decorativo scandito de alte paraste e da bifore con balaustra al primo piano. 
Nel loggiato si notano pregevoli decorazioni in bassorilievo di tipico gusto liberty incentrate sul tema delle comunicazioni postali e telegrafiche raffiguranti angeli postini e telegrafisti. Questo tema è riproposto in un fregio interno arricchito inoltre con elementi floreali e simboli della città, anche contemporanei come i ferry boat.
All'interno, il grande cortile quadriporticato è ispirato al cinquecentesco chiostro colonnato del vicino convento di San Domenico, andato distrutto nel terremoto del 1908.